# Koxaré (Réthymnon)
Koxaré, en grec moderne : Κοξαρέ, est un village du dème d'Ágios Vasílios, de l'ancienne municipalité de Foínikas, dans le district régional de Réthymnon, en Crète, en Grèce. Selon le recensement de 2011, la population de Koxaré compte 225 habitants. Le village est situé à une distance de 25 km au sud-ouest de Réthymnon, au pied du mont Kouroúpa (el), considéré comme la continuation géologique des montagnes Blanches et à l'entrée de la gorge de Kourtaliótikos. Il est à une altitude de 300 mètres.

## Source de la traduction
- (el) Cet article est partiellement ou en totalité issu de l’article de Wikipédia en grec moderne intitulé « Κοξαρέ Ρεθύμνου » (voir la liste des auteurs).